# 通過通航
通過通航（つうかつうこう、英語: transit passage）は、国際海峡において船舶の航行・航空機の上空飛行の自由が、継続的かつ迅速な通過のためのみに行使されることである(国連海洋法条約第38条第2項)。国連海洋法条約第38条第1項により、すべての船舶・航空機が国際海峡において通過通航権を有すると定められている。

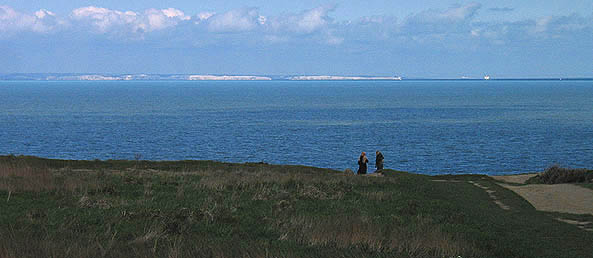
通過通航制度が適用されているドーバー海峡

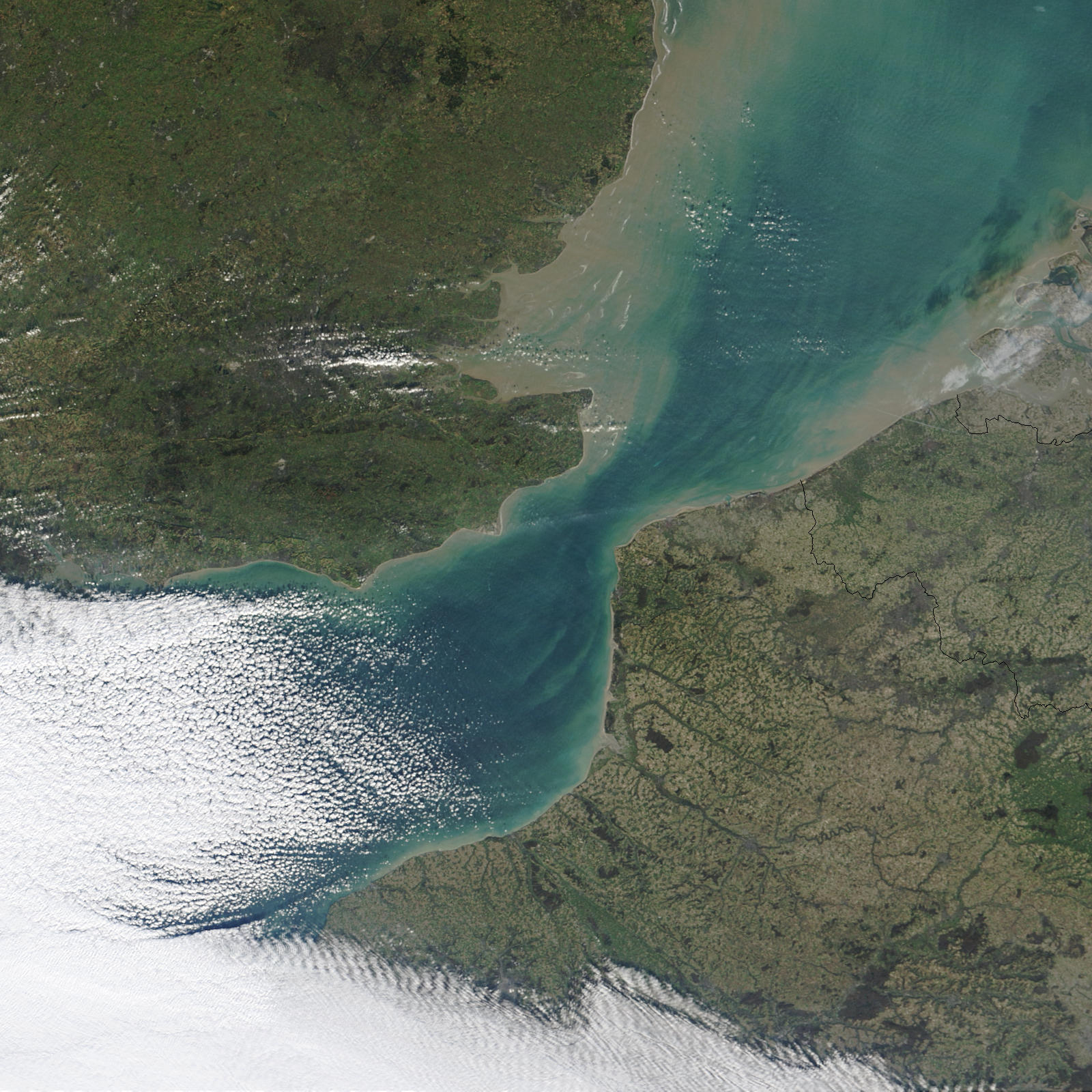
ドーバー海峡の衛星写真

## 概要
国連海洋法条約の第三部「国際航行に使用されている海峡」の第二節は「通過通航」であり、ここで国際海洋法上の概念として規定される。
通過通航をする権利「通過通航権」は第三十八条第1項で「公海又は排他的経済水域の一部分と公海又は排他的経済水域の他の部分との間にある国際航行に使用されている海峡」においてすべての船舶及び航空機がもつ権利であるとされている。ただしこの権利が認められない海峡も定められている。
国連海洋法条約第38条第2項は、次のように定める。
Transit passage means the exercise in accordance with this Part of the freedom of navigation and overflight solely for the purpose of continuous and expeditious transit of the strait between one part of the high seas or an exclusive economic zone and another part of the high seas or an exclusive economic zone. However, the requirement of continuous and expeditious transit does not preclude passage through the strait for the purpose of entering, leaving or returning from a State bordering the strait, subject to the conditions of entry to that State.
通過通航とは、この部の規定に従い、公海又は排他的経済水域の一部分と公海又は排他的経済水域の他の部分との間にある海峡において、航行及び上空飛行の自由が継続的かつ迅速な通過のためのみに行使されることをいう。ただし、継続的かつ迅速な通過という要件は、海峡沿岸国への入国に関する条件に従い当該海峡沿岸国への入国又は当該海峡沿岸国からの出国若しくは帰航の目的で海峡を通航することを妨げるものではない。 —外務省

## 来歴
国連海洋法条約以前においては、「国際海峡」では領海及び接続水域に関する条約の16条4項の規定や軍艦への無害通航権などの「強化された無害通航」が認められていたが、領海の拡大などの沿岸国の権限拡大に伴い、国連海洋法条約で新たに「通過通航」の概念が導入された。

## 日本
日本には領海法の規定に基づき、領海が基線から12海里でなく3海里である特定海域が5つ存在するが、日本政府の説明では領海を12海里にすると、これらの海峡で通過通航制度を導入することになり、通常の領海と異なり潜水艦の潜水や上空の通過を認める事を意味し、この点留意を要するとしている。
2016年6月15日、トカラ列島の口永良部島沖の日本領海を事前通告などなしに中国の軍艦が通過したが、中国側はその後トカラ海峡は通過通航制度が適用される海域だと主張した。

## ホルムズ海峡

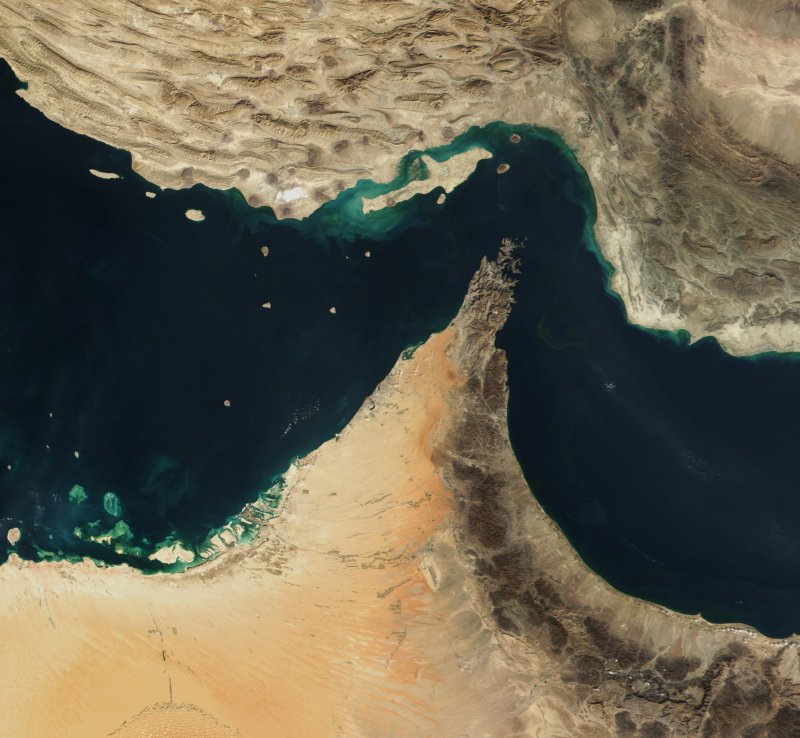
ホルムズ海峡

2014年には、日本政府はホルムズ海峡についてイランは国連海洋法条約の締結国でなく、またオマーンの立場などから、通過通航権に伴う義務なども発生する通過通航制度の対象かは「十分な国家実行の集積」がなく、確定的な事は言えないとしている。
実際の運用としては、アメリカ合衆国は国連海洋法条約には加わっていないものの、ホルムズ海峡は条約で通過通航制度が適用される海峡であるとみなして、条約に従うのではなく”well-established international practice”としてこれを実行している。一方でイランは国連海洋法条約署名時に解釈に関して宣言を行なっており、アメリカ合衆国のような国連海洋法条約に加盟していない国には領海及び接続水域に関する条約を適用するとしており、更にこの海域では無害通航権（もしくは”non-suspendable right of innocent passage”）が認められるとしている。

## 北極

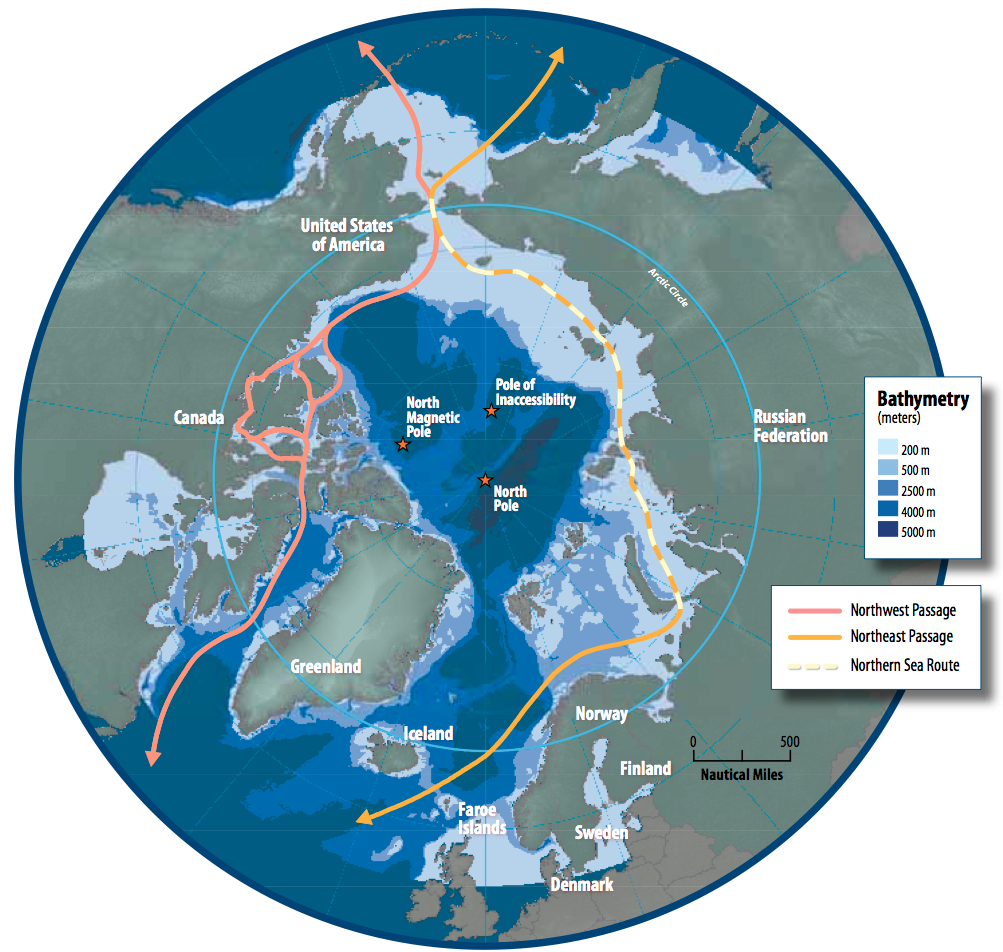
赤線が北西航路で、黄線の破線部が北極海航路。北極評議会作成。

北極海航路は、現在新しい航路として注目されているが、アメリカ合衆国はアメリカ合衆国の北極政策として、2009年1月9日に出した命令”NSPD-66”の中で、北西航路と北極海航路（の一部）は通過通航制度が適用される海峡だとしている。